# Beinheim
Beinheim (en alsacià Bänem) és un municipi francès, situat a la regió del Gran Est, al departament del Baix Rin. L'any 2006 tenia 1.881 habitants.
Forma part del cantó de Wissembourg, del districte de Haguenau-Wissembourg i de la Comunitat de comunes de la Plana del Rin

## Demografia
| 1962 | 1968  | 1975  | 1982  | 1990  | 1999  |
| ---- | ----- | ----- | ----- | ----- | ----- |
| 988  | 1.059 | 1.268 | 1.457 | 1.556 | 1.790 |

## Administració
| Període | Identitat       | Partit |
| ------- | --------------- | ------ |
| 2001-   | Bernard Hentsch |        |

## Personatges il·lustres
- Jean Adam Schramm, oficial de l'exèrcit napoleònic.